# Zeuctoboarmia plantei
Zeuctoboarmia plantei là một loài bướm đêm trong họ Geometridae.